# Miles to Go
Miles to Go (comercializado también con los títulos Millas por avanzar o La vida por delante) es una autobiografía escrita por Miley Cyrus y Hilary Liftin y publicada por Disney Hyperion en 2009. En ella Miley Cyrus describe la relación con su familia, su vida antes de ser famosa, los inicios de su carrera, sus reflexiones sobre los medios de comunicación, su vida amorosa, sus proyectos y ambiciones para el futuro. El libro incluye fotos de Cyrus a lo largo de su vida, algunos con pequeños comentarios o dedicatorias. El libro se posicionó en el #1 de la lista de best-sellers infantiles del New York Times.
El libro ha vendido más de dos millones de copias mundialmente hasta la fecha.

## Traducciones
|    | Idioma     | País                  | Publisher(s) y distribuidores                                          | Traductor     | Título                                                                                                   |
| -- | ---------- | --------------------- | ---------------------------------------------------------------------- | ------------- | --- |
| 1. | Francés    | Francia               | Michel Lafon                                                           |               | Mon Chemin (My Way)                                                                                      |
| 2. | Portugués  | Brasil                | Panda Books                                                            |               | Hannah Montana e Eu (Hannah Montana and I)                                                               |
| 3. | Español    | España América Latina | Che! Mona by                                                           | Marc Barrobes | La Vida Por Delante (The Life Ahead) España y Millas (Miles to Go)                                       |
| 4. | Vietnamita | Vietnam               | Literature Publishing House and Nhã Nam Culture and Communications JSC | Phi Phi       | Những dặm đường tôi đi - Tự truyện của Hannah Montana (Miles to Go - An Autobiography of Hannah Montana) |